# Niko Duboković Nadalini (brodovlasnik i političar)
Niko vitez Duboković Nadalini (Pitve, Hvar, 20. rujna 1834. – Jelsa, 20. rujna 1912.), hrvatski brodovlasnik, političar, veleposjednik, hrvatski preporoditelj.

## Životopis
Rodio se je u Pitvama 1834. godine. U Trstu je završio nautičku školu, a istom je gradu 1857. godine položio ispit za kapetana duge plovidbe. Zapovijedao je obiteljskim brodom, brikom Genitor Nicolò (brod je nosio ime po Nikovom djedu). Tim je brodom opskrbljivao žitom otok Hvar. Levantom, Crnim i Sredozemnim morem te Atlantikom prevozio je različitu robu i putnike do 1869., kada je napustio plovidbu. God. 1872. postao je vlasnikom obiteljskoga brodarskog poduzeća i flote koja je s 8 brodova duge plovidbe pripadala najvećim flotama na jedra u srednjoj Dalmaciji. Na svojim brodovima, koji su plovili i kao školski brodovi, uvježbavao je i usavršavao kadete za Pomorsku upravu u Trstu. Kao načelnik općine Jelse 1868. – 1912. radio je na gospodarskom razvitku Jelse (izgradnja luke, cesta, pučke škole, oživljavanje izvoza domaćih proizvoda, razvoj obrta i trgovine, poljodjelstva, obnova vinograda i pošumljavanje). U godini kad je postao načelnik općine, 1868., bio je među istaknutim osnivačima Narodne čitaonice u Jelsi, koja je bila jedna od prvih knjižnica na jadranskim otocima, i prva narodna čitaonica na otocima.
Godine 1873. dovršena je gradnja jedrenjaka po narudžbi kapetana Nika u brodogradilištu u Korčuli. Nazvao ga je po očevom imenu, Giovanni D. Bio je to najveći dalmatinski jedrenjak. Za njegova je mandata Jelsa mnogo gospodarstveno napredovala i postala je jedna od najnaprjednijih općina u Austro-Ugarskoj. Zasluga je to njegova angažmana na podizanju vinogradarstva u Jelsi i na otoku Hvaru, zatim kvalitete vina, izvoza otočkih proizvoda i lokalne trgovine.
Bio je saborski zastupnik u Dalmatinskome saboru u nekoliko saziva, od 1870. do 1894. godine. Važio je kao jedan od nositelja narodne misli u hrvatskom narodnom preporodu u Kraljevini Dalmaciji. Borio se je protiv autonomaša. Suutemeljitelj je Matice dalmatinske. Bio je predsjednik Hrvatske narodne stranke za Dalmaciju (1911. – 1912).

## Vanjske poveznice
- Duboković Hrvatska tehnička enciklopedija, portal hrvatske tehničke baštine. LZMK